# Maurice André
Maurice André (Alès, 21 mei 1933 – Bayonne, 25 februari 2012) was een Frans klassiek trompettist.

## Levensloop
André werd geboren in een mijnwerkersfamilie; zijn vader was amateurmusicus. Hij studeerde trompet bij een vriend van zijn vader, die hem aanraadde naar het conservatorium te gaan. Om verzekerd te zijn van een plek op het Parijse Conservatorium speelde André eerst enige tijd in een militaire kapel. Na een half jaar conservatoriumonderwijs won hij zijn eerste prijzen in muziekconcoursen.
De leraar van André aan het conservatorium was streng, sloeg hem uit frustratie en stuurde hem zelfs eens weg, totdat André zou excelleren en dan terug mocht komen. Een paar weken daarna kwam hij terug, en speelde foutloos veertien Etudes uit de trompetmethode van Arban.
André won in 1955, samen met Theo Mertens, de internationale muziekwedstrijd in Genève en in 1963 de muziekwedstrijd van de ARD in München. Hij werd tot erelid benoemd van het Delta chapter van de Phi Mu Alpha Sinfonia aan het Ithaca College in New York in 1970.
In de jaren 60 en 70 steeg zijn roem internationaal, en maakte hij een serie opnamen van barokmuziekwerken op piccolotrompet voor Erato en andere labels. Ook speelde hij veel transcripties van hobo-, fluit, zang en strijkerswerken. De opnamen van Maurice André droegen bij aan de revival van de barokmuziek in de jaren 60.
André inspireerde als trompettist veel koperblazers, zoals Wynton Marsalis en Ibrahim Maalouf, die een vergelijkbare heldere klank en toon ontwikkelde. André maakte in tijdens zijn carrière meer dan 300 opnamen.
André had drie kinderen, Lionel, Nicolas en Béatrice met wie hij af en toe optrad.
Een van zijn studenten, Guy Touvron, schreef in 2003 een biografie over hem onder de titel Maurice André: Une trompette pour la renommée (Maurice André: een trompet voor de beroemdheid).